# Clitostethus
Clitostethus är ett släkte av skalbaggar som beskrevs av Julius Weise 1885. Clitostethus ingår i familjen nyckelpigor.
Släktet innehåller bara arten Clitostethus arcuatus.

## Bildgalleri

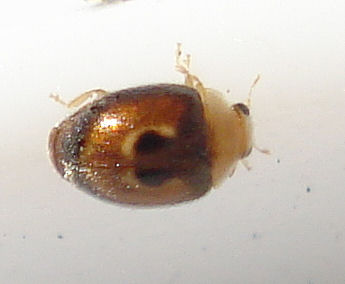
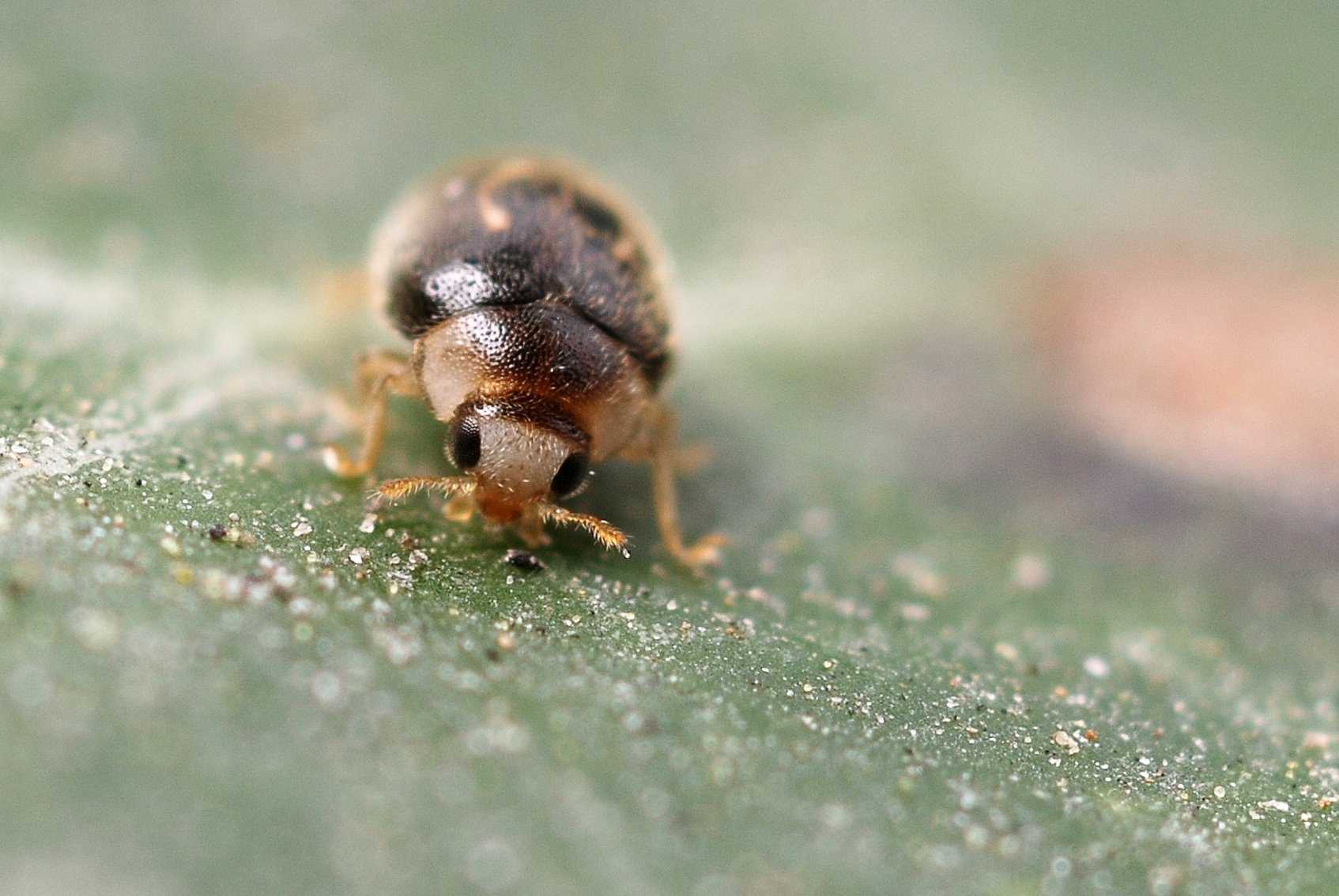
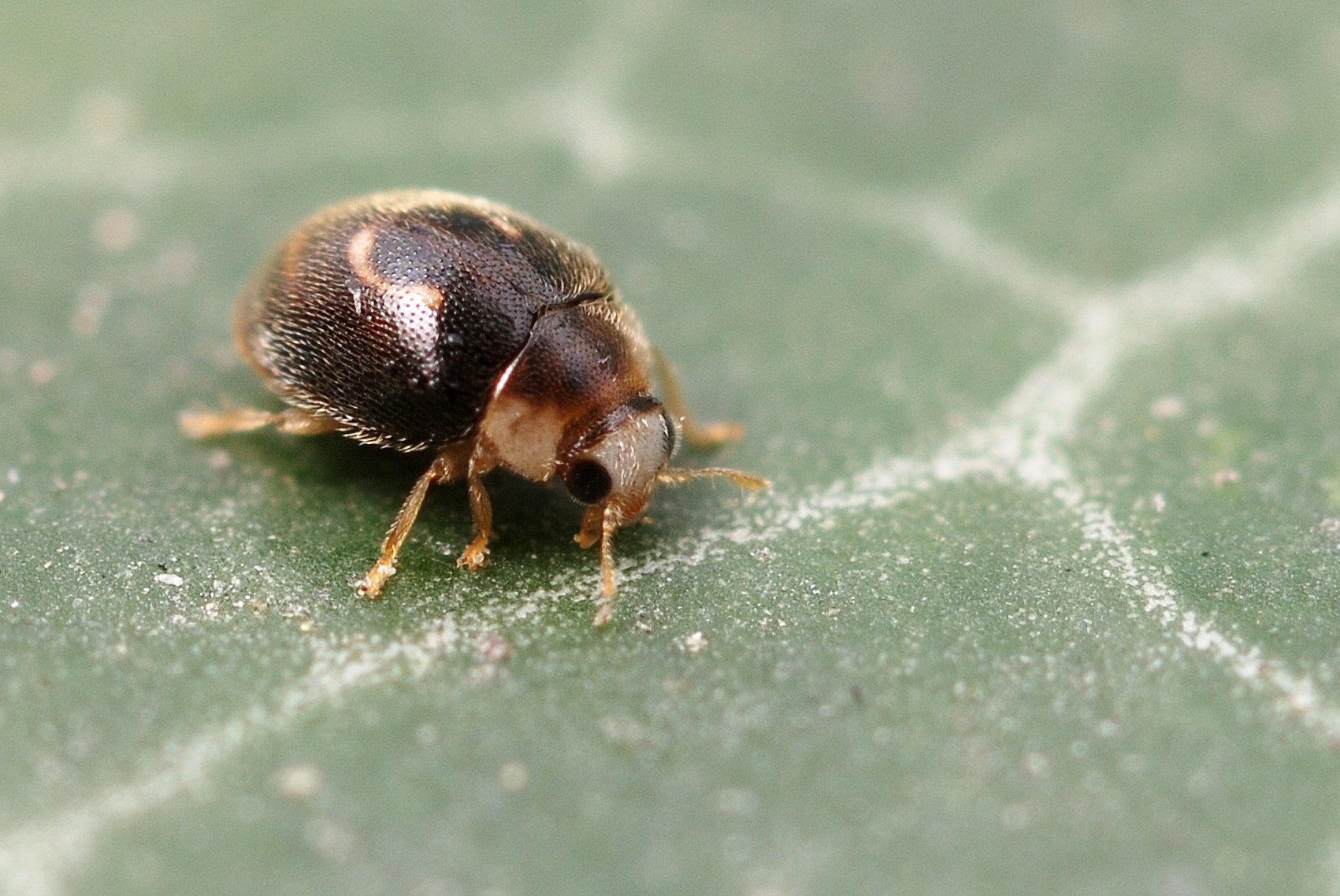
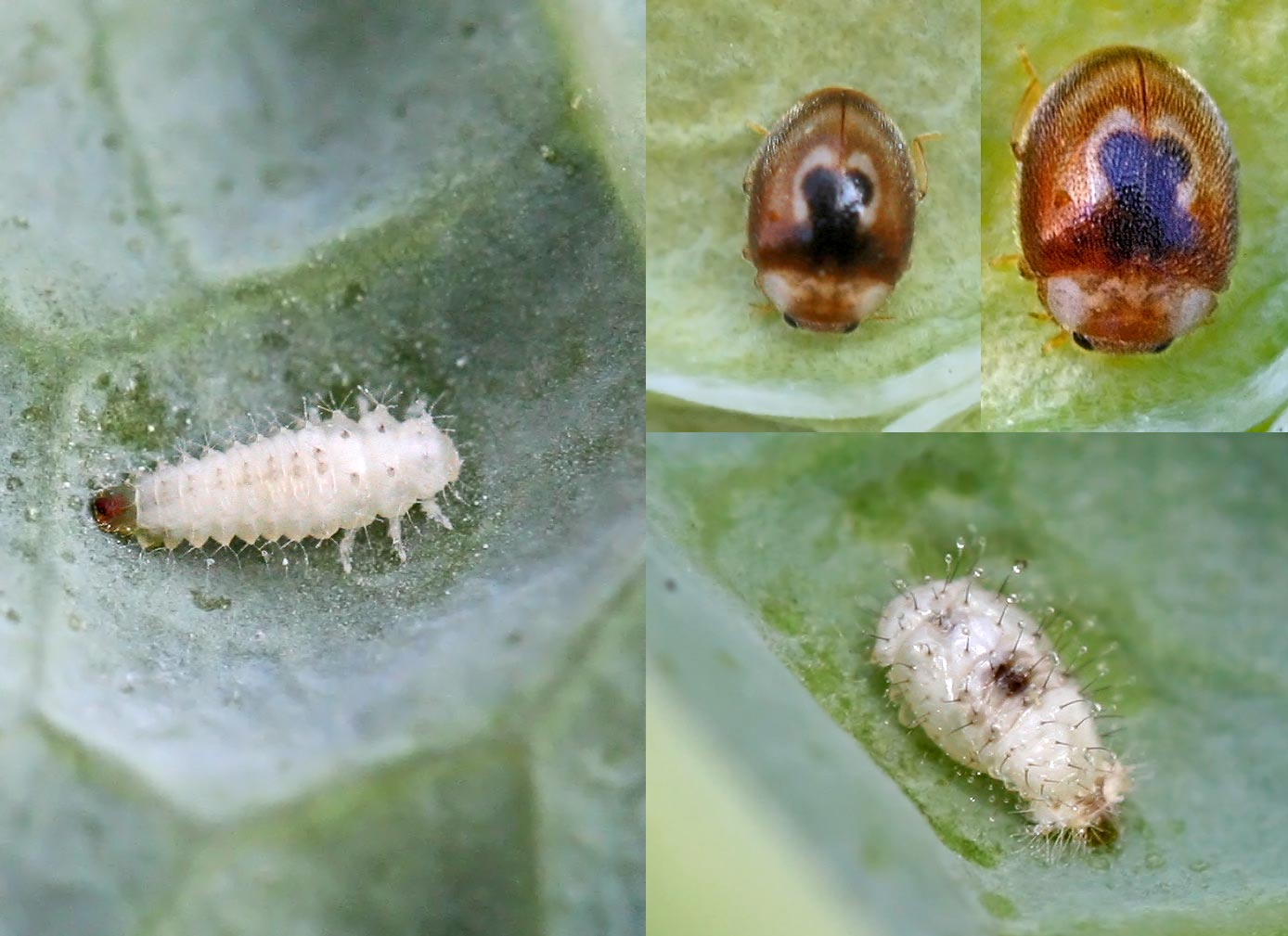
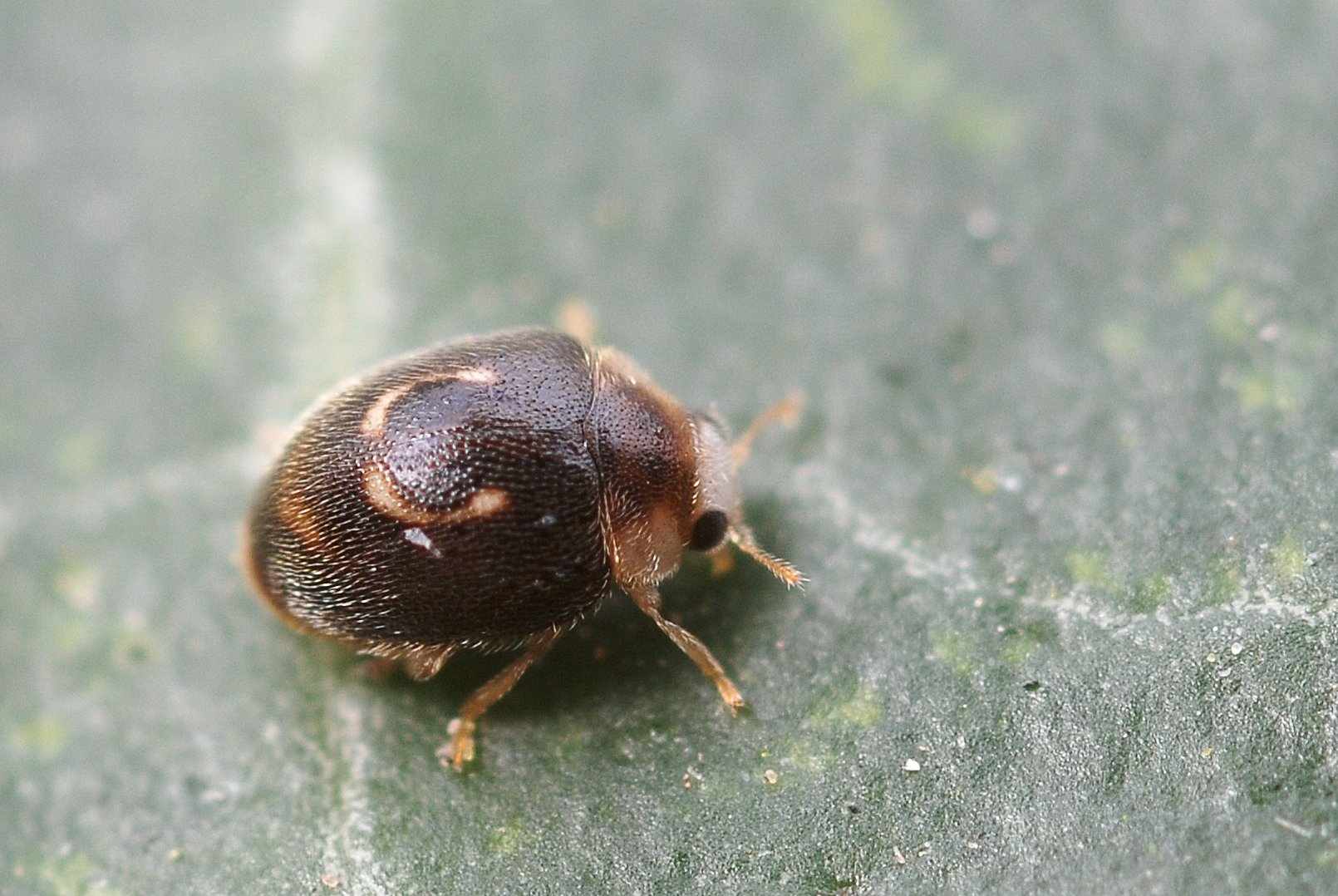
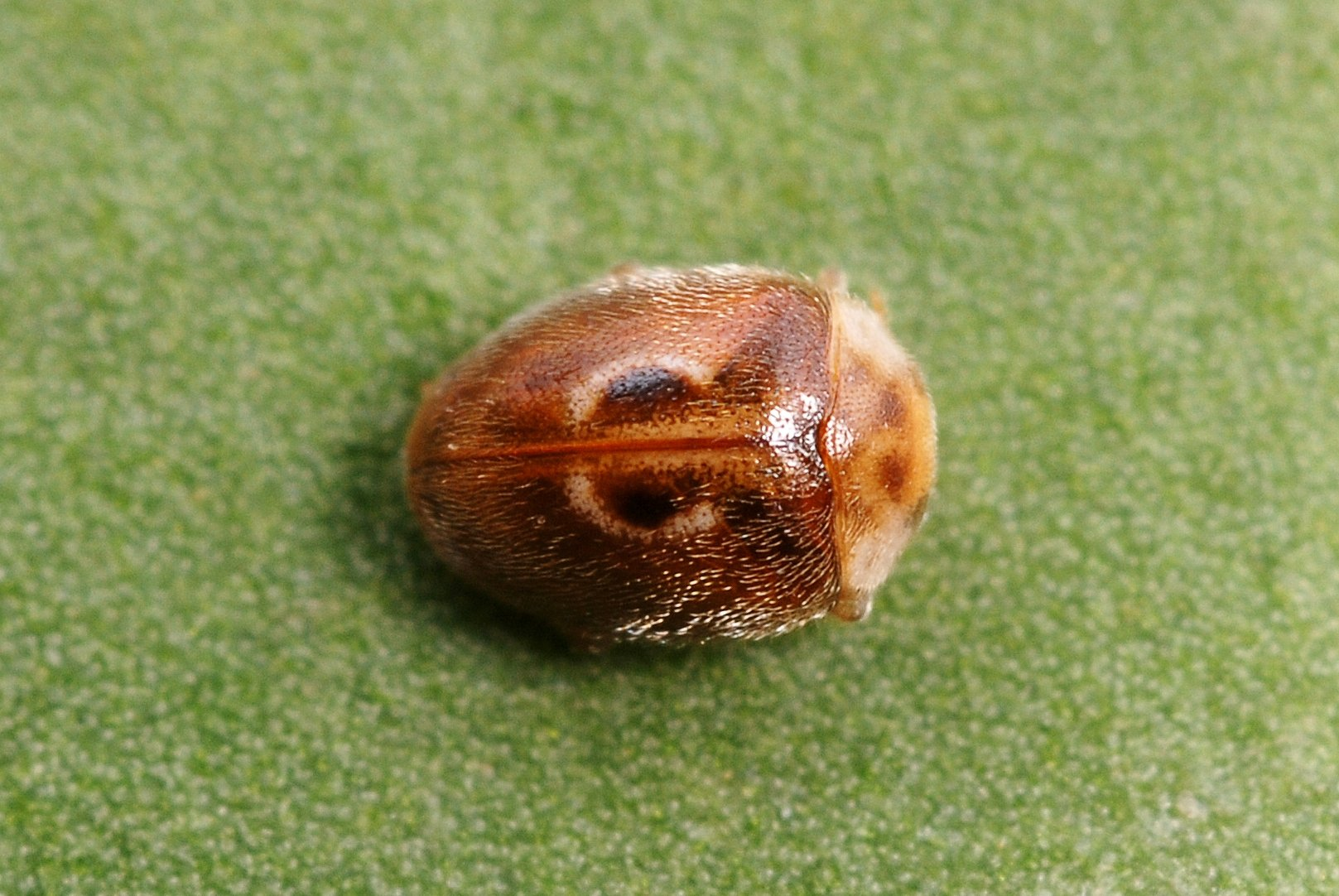